# 566 a.C.

## Eventos
- Primeira construção do Estádio Panatenaico, em Atenas, estádio dedicado ao Atletismo, que depois de destruído voltou a ser erigido em 329 a.C.